# Göran Färm

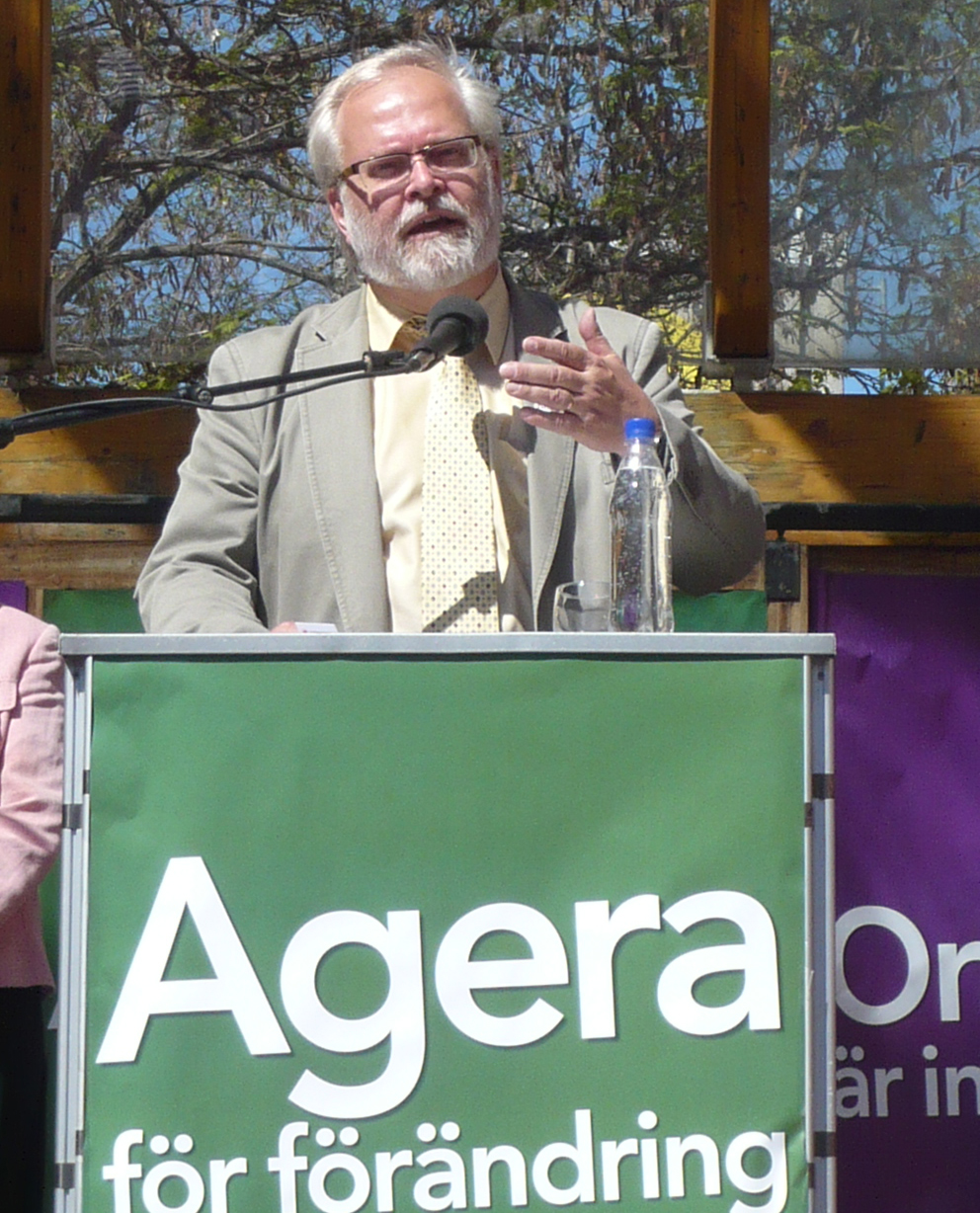
Göran Färm beim Wahlkampf zur Europawahl 2009

Göran Färm (* 17. Oktober 1949 in Stockholm) ist ein schwedischer Politiker der SAP.
Nach seinem Abitur studierte Färm an der Hochschule für Journalismus in Stockholm und war von 1970 bis 1973 als Journalist bei mehreren Tageszeitungen tätig. Daraufhin war er bis 1976 Chefredakteur der Zeitung der schwedischen Jungsozialisten, anschließend Abteilungsleiter einer Werbeagentur und in mehreren Positionen beim Gewerkschaftsverband tätig. Von 1987 bis 1988 arbeitete er als Informationsdirektor bei einer Wohnungsbauorganisation sowie als Chefredakteur beim Örebro-Kurier, daraufhin gründete er eine Firma, in der er einige Jahre lang als Unternehmensberater aktiv war.
Politisch war Färm zunächst bei den Jungsozialisten tätig, so gehörte er dort dem geschäftsführenden Ausschuss an und war stellvertretender Vorsitzender des Internationalen Verbandes der Jungsozialisten. Von 1991 bis 1994 war er Vorsitzender der Sozialdemokraten in Norrköping und gehörte dem geschäftsführenden Ausschuss der SAP in Östergötlands län an. In Norrköping war er hauptamtlicher Kommunalrat und gehörte dem Gemeinderat an, außerdem war er Ratsmitglied des Regionalverbandes Östsam und saß dem Internationalen Komitee des Regionalverbands Östsam vor. 1999 wurde er erstmals in das Europäische Parlament gewählt, dem er bis heute, mit einer Unterbrechung von 2004 bis 2007 angehört.